# Henryk Słabek
Henryk Słabek (ur. 18 stycznia 1928 w Mieczysławowie, zm. 20 kwietnia 2020 w Warszawie) – polski historyk dziejów najnowszych i ruchu robotniczego, profesor nauk humanistycznych.
W swych badaniach zajmował się takimi grupami społecznymi, jak robotnicy, inteligencja, opisywał politykę agrarną partii rządzącej i jej skutki dla wsi.

## Życiorys
Syn Edwarda i Anny z domu Ryfka. Był absolwentem Liceum Pedagogicznego w Lubomierzu. W 1952 ukończył studia prawnicze I stopnia na Uniwersytecie Wrocławskim. W latach 1952–1955 aspirant w Instytucie Kształcenia Kadr Naukowych / Instytucie Nauk Społecznych przy KC PZPR. Pracę magisterską obronił w Instytucie Historycznym UW w 1959. W latach 1956–1957 zatrudniony w Wyższej Szkole Marksizmu-Leninizmu. W latach 1957–1968 w Wyższej Szkole Nauk Społecznych jako adiunkt (do 1959), następnie docent, w latach 1964–1966 był prodziekanem Wydziału Historyczno-Socjologicznego. Pracę doktorską obronił w 1960, habilitował się w 1964. Od 1968 był pracownikiem Instytutu Historii PAN, w 1972 mianowany profesorem nadzwyczajnym, w 1986 profesorem zwyczajnym. W latach 1986–1990 kierował Zakładem Dziejów Polski Ludowej. W październiku 1981 powołany przez Plenum Komitetu Centralnego PZPR w skład Zespołu dla przygotowania naukowej syntezy dziejów polskiego ruchu robotniczego.
Po 1989 r. wykładał także w Wyższej Szkole Gospodarki Krajowej w Kutnie. Był prezesem Towarzystwa Naukowego im. Adama Próchnika.
Jego zainteresowania badawcze koncentrowały się wokół zagadnienia reformy rolnej i dziejów polskiej wsi, jak również historii społecznej Polski ludowej. 
Od 1950 do 1990 członek PZPR. W PRL odznaczony m.in. Krzyżem Kawalerskim Orderu Odrodzenia Polski. 
Zmarł 20 kwietnia 2020. Został pochowany 29 kwietnia 2020 na Cmentarzu Komunalnym Południowym.

## Nagrody i odznaczenia[7]
- Nagroda Polityki (1969 i 1975 - zespołowa)
- Nagroda Sekretarza Naukowego PAN (1975 - zespołowa)
- Nagroda Trybuny Ludu (1977 - zespołowa i 1984[8])
- Nagroda Ludowej Spółdzielni Wydawniczej (1979)
- Krzyż Kawalerski Orderu Odrodzenia Polski
- Złoty Krzyż Zasługi

## Wybrane publikacje
- O niektórych zagadnieniach reformy rolnej PKWN, Warszawa: Książka i Wiedza 1958.
- U podstaw polityki PPR w dziedzinie przebudowy ustroju rolnego 1917-1948, Warszawa: Wyższa Szkoła Nauk Społecznych przy KC PZPR 1964.
- Polityka agrarna PPR : geneza i realizacja, Warszawa: „Książka i Wiedza” 1967.
- Przebudowa ustroju rolnego w Wielkopolsce i na Pomorzu : 1945-1948, Poznań: Wydawnictwo Poznańskie 1968.
- Dzieje polskiej reformy rolnej 1944-48, Warszawa: „Wiedza Powszechna” 1972.
- Historia społeczna Polski Ludowej : (1944-1970), Warszawa: ANS 1988.
- Polski Komitet Wyzwolenia Narodowego - dylematy i pierwsze dokonania, Warszawa: „Książka i Wiedza” 1988.
- Intelektualistów obraz własny w świetle dokumentów autobiograficznych 1944-1989, Warszawa: Wydawnictwo Książka i Wiedza 1997.
- Inaczej o historii Polski 1945-1989, Warszawa: Philip Wilson 2000.
- Obraz robotników polskich w świetle ich świadectw własnych i statystyki 1945-1989, Warszawa: Instytut Historii Polskiej Akademii Nauk - Kutno: Wyższa Szkoła Gospodarki Krajowej 2004.
- O społecznej historii Polski 1945-1989, Warszawa: Wydawnictwo „Książka i Wiedza” 2009.